# Queensland
Queensland [kvínslend] je zvezna država Avstralije s površino 1.852.642 km² ter 3,6 milijoni prebivalcev. Glavno mesto je Brisbane. 